# Burtle

Somerset

Burtle é uma vila e paróquia civil no distrito de Somerset, Inglaterra.
Burtle Priory (também conhecido como Priorado de Burtle Moor) originou-se como uma ermida num local chamado Sprauellissmede, dotado por Guilherme filho de Godfrey de Eddington em 1199. Mais tarde era conhecida como capela de Santo Estêvão e em 1312 uma casa dos Cónegos Agostinhos Regulares.
A junta de freguesia é responsável pelas questões locais, incluindo a fixação de um preceito anual (taxa local) para cobrir os custos operacionais do concelho e a elaboração de contas anuais para o escrutínio público. A junta de freguesia avalia as candidaturas ao planeamento local e trabalha com a polícia local, os agentes da câmara municipal e os grupos de vigilância da vizinhança sobre questões de criminalidade, segurança e trânsito. O papel da junta de freguesia inclui ainda o início de projetos de manutenção e reparação de instalações paroquiais, bem como a consulta com a câmara municipal sobre manutenção, reparação e melhoria de autoestradas, drenagem, passadiços, transportes públicos e limpeza de ruas. As questões de conservação (incluindo árvores e edifícios listados) e as questões ambientais são também da responsabilidade do concelho.
A aldeia insere-se no distrito não metropolitano de Sedgemoor, que foi formado em 1 de abril de 1974 ao abrigo da Lei do Governo Local de 1972, tendo anteriormente feito parte do Distrito Rural de Bridgwater, que é responsável pelo planeamento local e controlo de edifícios, estradas locais, habitação do concelho, saúde ambiental, mercados e feiras, recolha e reciclagem de resíduos, cemitérios e crematórios, serviços de lazer, parques e turismo.
A Somerset County Council é responsável pela gestão dos maiores e mais caros serviços locais, como a educação, os serviços sociais, as bibliotecas, as principais estradas, os transportes públicos, os serviços de policiamento e de incêndio, as normas comerciais, a eliminação de resíduos e o planeamento estratégico.
Faz também parte do círculo eleitoral do condado de Bridgwater e West Somerset representado na Câmara dos Comuns do Parlamento do Reino Unido. Elege um deputado (MP) pelo primeiro anterior sistema de eleições, e fez parte do círculo eleitoral do Sudoeste de Inglaterra do Parlamento Europeu antes de a Grã-Bretanha sair da União Europeia em janeiro de 2020, que elegeu sete eurodeputados usando o método d'Hondt de representação proporcional da lista partidária.
A Igreja Anglicana de São Filipe e São Tiago foi construída em 1838-9 por Richard Carver, o Arquiteto do Condado e Inspetor. 
Burtle era o lar da escola inferior da Escola Shapwick, conhecida como Shapwick Prep. A escola especial para crianças com dislexia foi criada em 1974 por Colin Atkinson, um antigo grilo do Somerset County Cricket Club e chefe de Millfield. Originalmente chamada de Escola do Cálice, foi expandida e renomeada para a Escola Sénior de Edington em 1981, antes de se fundir com a Escola Sénior de Shapwick. A Escola Shapwick fechou em 2020.
1. ↑  Bush, Robin (1994). Somerset : the complete guide. Internet Archive. [S.l.]: Wimborne : Dovecote
2. ↑  https://www.visionofbritain.org.uk/unit/10025527 Em falta ou vazio |título= (ajuda)

Aldeia de Burtle (inglês)